# Holochilus lagigliai
Holochilus lagigliai és una espècie de mamífer rosegador de la família dels cricètids. És endèmica del nord de l'Argentina. Es tracta d'una espècie grossa de Holochilus. Fou descrit el 2013 a partir d'un exemplar dissecat que havia sigut capturat a principis del 1955. El pelatge dorsal és marró rogenc, mentre que la zona ventral és més blanquinosa. L'espècie fou anomenada en honor de l'arqueòleg i naturalista argentí Humberto Antonio Lagiglia.